# كرايغ هيو سميث
كرايغ هيو سميث (بالإنجليزية: Craig Hugh Smyth)‏ هو مؤرخ الفن أمريكي، ولد في 28 يوليو 1915 في نيويورك في الولايات المتحدة، وتوفي في 22 ديسمبر 2006.